# Giuseppe Petrilli
Giuseppe Petrilli (Nàpols, Itàlia 1913 - íd. 1999) fou un polític italià que va ser membre de la Comissió Hallstein entre 1958 i 1960.

## Biografia
Va néixer el 24 de març de 1913 a la ciutat de Nàpols, ciutat en la qual morí el 13 de maig de 1999.

## Activitat política
Sense afiliació política fou nomenat membre de la Comissió Hallstein I l'any 1958, esdevenint Comissari Europeu d'Assumptes Socials. Abandonà el càrrec el setembre de 1960, sent substituït el febrer de 1961 per Lionello Levi Sandri, per esdevenir president de l'Institut Italià d'Indústria (IRI), càrrec que abandonà el 1979.
Membre de la Democràcia Cristiana, el juny de 1979 fou escollit senador al Senat d'Itàlia, escó que va mantindre fins al 1983.